# Giovanni Codrington
Giovanni Codrington (Paramaribo, 17 luglio 1988) è un velocista olandese.

## Palmarès
| Anno | Manifestazione   | Sede           | Evento      | Risultato  | Prestazione | Note             |
| ---- | ---------------- | -------------- | ----------- | ---------- | ----------- | ---------------- |
| 2009 | Europei under 23 | Kaunas         | 100 m piani | 6º         | 10"51       |                  |
| 2009 | Europei under 23 | Kaunas         | 4×100 m     | 5º         | 39"72       |                  |
| 2011 | Mondiali         | Taegu          | 4x100 m     | Batteria   | dq          |                  |
| 2012 | Europei          | Helsinki       | 4×100 m     | Oro        | 38"34       | Record nazionale |
| 2012 | Giochi olimpici  | Londra         | 4×100 m     | 5º         | 38"39       |                  |
| 2014 | World Relays     | Nassau         | 4×100 m     | Finale B   | dnf         |                  |
| 2014 | Europei          | Zurigo         | 100 m piani | Semifinale | 10"39       |                  |
| 2014 | Europei          | Zurigo         | 4×100 m     | 5º         | 39"60       |                  |
| 2015 | World Relays     | Nassau         | 4×100 m     | 15º        | 39"41       |                  |
| 2016 | Europei          | Amsterdam      | 4×100 m     | 4º         | 38"57       |                  |
| 2016 | Giochi olimpici  | Rio de Janeiro | 4×100 m     | Batteria   | 38"53       |                  |
| 2017 | World Relays     | Nassau         | 4×100 m     | Finale     | dnf         |                  |
| 2017 | Mondiali         | Londra         | 4×100 m     | Batteria   | 38"66       |                  |